# 20731 Mothédiniz
20731 Mothediniz (tên chỉ định: 1999 XH151) là một tiểu hành tinh vành đai chính. Nó được khám phá thông qua Chương trình nghiên cứu đối tượng gần Trái Đất của đài thiên văn Lowell ở Anderson Mesa Station ở Coconino County, Arizona, ngày 9 tháng 12 năm 1999. Nó được đặt theo tên Thais Mothé-Diniz, a planetary scientist và professor ở the Rio de Janeiro Federal University / Valongo Observatory.